# 水銀気圧計
水銀気圧計（すいぎんきあつけい）は、気圧計の一種で、最も標準的な気圧計である。   

## 概要
水銀柱の静水圧と大気圧をつり合わせ、その時の水銀柱の高さから大気圧を求める圧力計である。
持ち運びが容易であるフォルタン型気圧計が気象観測や実験一般に広く用いられるほか、大型U字管やサイフォンを用いた精密なものが標準気圧計として用いられている。
正確な測定を行うには、水銀柱上部の真空度の確保、気圧計内の水銀の温度測定、水銀面位置の正確な検出、水銀柱測定目盛りの校正などが必要である。
水銀気圧計は、上部の閉じた垂直ガラス管を、下部が水銀中に沈むように、水銀で満たされた盆に固定されている。管内の水銀は、水銀柱の重量がリザーバーに作用する大気圧による力と釣り合うまで調整される。すなわち、大気圧が高ければリザーバーにかかる大気圧力が増加すること押し上げられ、逆に低いときは、リザーバーにかかる力が減少することにより、管内の水銀はより低いレベルに下がる。
このため水銀柱は、少なくとも水銀に浸る量+ヘッドスペース+カラムの最大長と同じだけの長さである必要がある。
装置周辺の気温が高くなると、水銀の密度が低下するため、水銀の高さを読み取るためのスケールは、この影響を補正するように調整される。

垂直水銀カラムとベースにリザーバーを備えた単純な水銀気圧計の概略図

トリチェリーは気圧計の水銀の高さが毎日わずかに変化することを記録し、「我々は基本的な空気の海の底に水没して住んでいる、それは争うことのできない実験によって重量を持っていることが知られている」とし、大気の変化する圧力によるものであると結論付けている 。1660年12月5日、 オットー・フォン・ゲーリケはトリチェリーに触発され、気圧が異常に低く翌日発生する嵐を法則で予測した。  

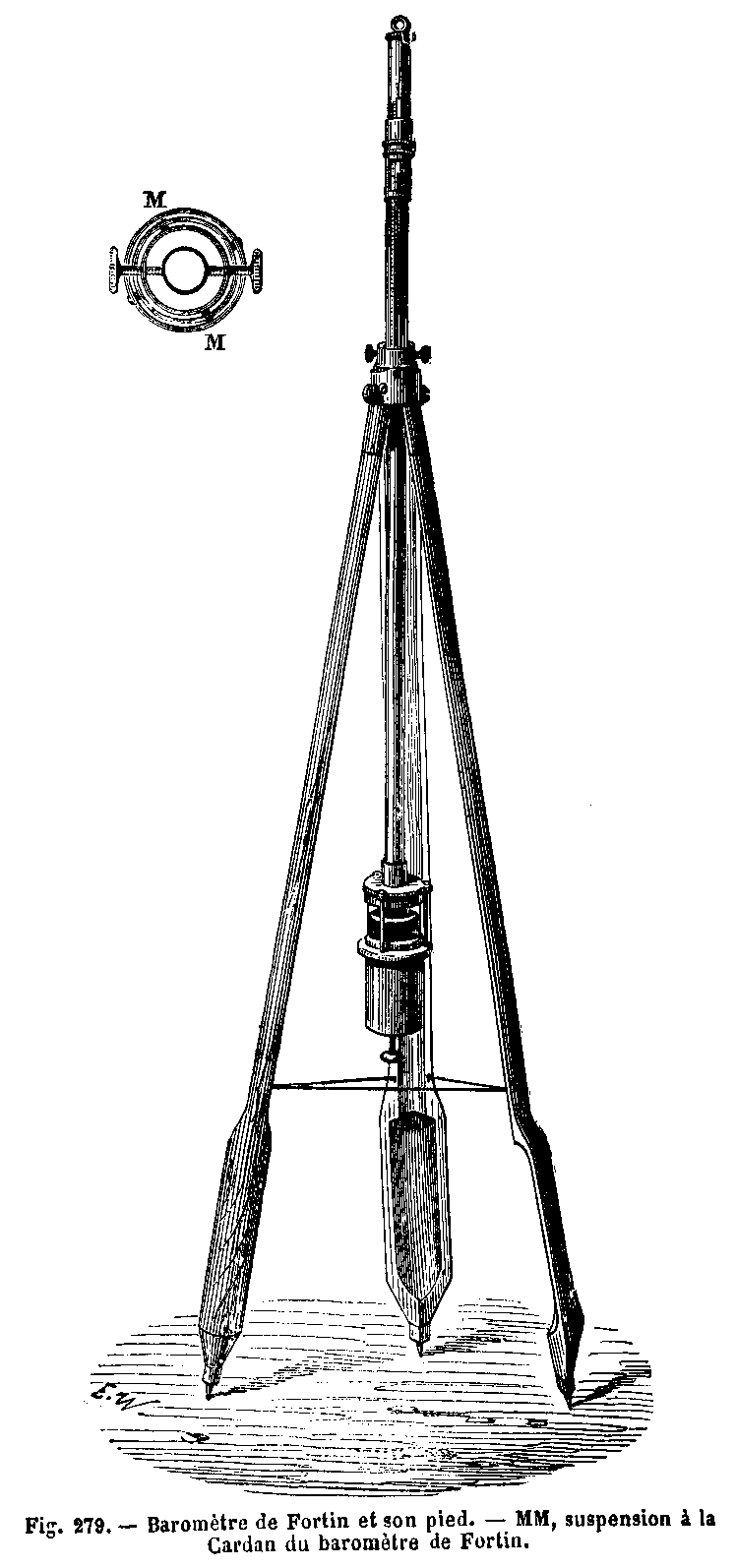
フォーティンバロメーター

水銀気圧計は、水銀中の高さをインチまたはミリメートル （mmHg）で表すことで大気圧を表現する。また、 トルはもともと1 mmHgと定義されていた。
圧力は、垂直列の水銀の高さのレベルとして引用される。 通常、気圧は26.5インチ (670 mm) から 31.5インチ (800 mm) Hgの間であり、1気圧（1 atm）は29.92インチ (760 mm)  とされている。 

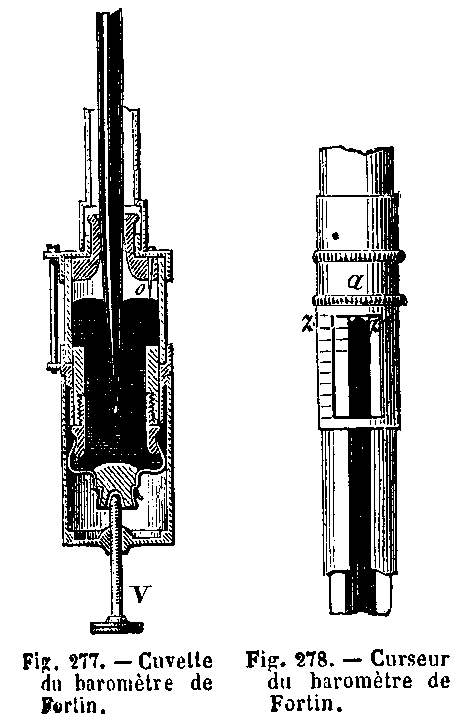
フォーティンの気圧計の貯水池

計器をより敏感で読みやすくし、輸送を容易にするために、盆地、サイフォン、ホイール、水槽、フォルティン、複数の折りたたみ式、ステレオメトリック、バランスバロメーターなどのバリエーションが生まれた。 
2007年6月5日、水銀の販売を制限する欧州連合指令が制定され、ヨーロッパでの新しい水銀バロメーターの生産は事実上終了した。